# Adinandra nitida
Adinandra nitida är en tvåhjärtbladig växtart som beskrevs av Elmer Drew Merrill och Li. Adinandra nitida ingår i släktet Adinandra och familjen Pentaphylacaceae. Inga underarter finns listade i Catalogue of Life.